# 特别提款权

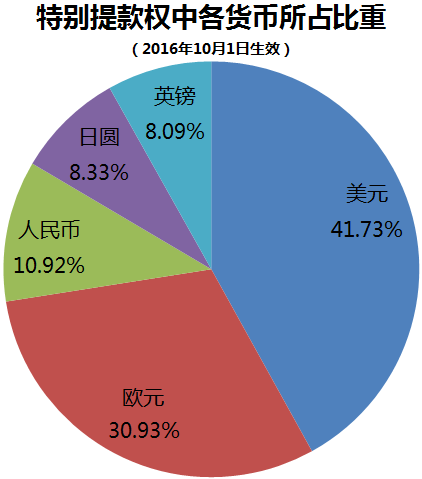
2016年10月1日生效的特别提款权定值採用各貨幣比例

特别提款权（英語：Special Drawing Rights，缩写：SDRs）是國際貨幣基金組織（IMF）創設的一種儲備資產和記账單位，IMF于1969年进行第一次国际货币基金协定修订时创立的用于进行国际支付的特殊手段。它的ISO 4217代码是“XDR”。它依据各国在国际货币基金组织中的份额进行分配，可以供成员国平衡国际收支。它是基金组织分配给会员国的一种使用资金的权利。
会员国发生国际收支逆差时，可用它向基金组织指定的其它会员国换取外汇，以偿付国际收支逆差或偿还基金组织贷款，还可与黄金、自由兑换货币一样充作国际储备。但由于其只是一种记帐单位，不是真正货币，使用时必须先换成其他货币，不能直接用于贸易或非贸易的支付。特别提款权定值是和一篮子貨幣挂钩，市值不是固定的。IMF成员国可以以特别提款权获得储备篮子中任何一种货币以满足国际收支需求的权利。
2014年10月，现特别提款权總額達到2040亿XDR。2016年10月1日起，人民币被納入特别提款权。

## 特徵
特別提款權具有以下基本特征：
- 首先，特別提款權是成員國在國際貨幣基金組織特別提款權賬戶下享有的對其自有儲備資產的提款權，它不同於成員國對IMF一般資源賬戶下享有的借貸性提款權。根據IMF的規定，參加國使用特別提款權除應符合《基金協定》要求的國際支付目的外，不受其他條件限制，其提款無須償還，並且參加國對於其在基金組織特別提款權賬戶下分配擁有的特別提款權資產有權獲得利息收益。
- 其次，特別提款權是由IMF根據國際清償能力的需要而發行，並由成員國集體監督管理的一種國際儲備資產。依據《基金協定》的規定，特別提款權應根據國際貿易的發展對國際儲備資產的要求而每幾年發行一次，該發行應以保持全球國際儲備的穩定發展為目標；特別提款權的分配原則上以成員國在基金一般資源賬戶下的配額為基礎，任何關於特別提款權分配或撤銷某成員國特別提款權的決議均需得到特別提款部參加國85%加權投票的贊成，每一參加國不僅有權在通過特別分配決議時投票反對，而且可以在分配表決前通知基金其不參加分配。發展中國家通常認為，IMF目前對特別提款權的發行限制過於嚴格，難以滿足國際儲備手段增長的需求，且目前特別提款權在國際儲備資產中所占的比例過低(占國際儲備資產總值的4%)；同時認為，IMF目前對特別提款權的分配辦法不合理，其中對於發展中國家的利益考慮不夠。
- 再次，特別提款權本質上是由IMF為彌補國際儲備手段不足而創製的補充性國際儲備工具，其基本作用在於充當成員國及基金之間的國際支付工具和貨幣定值單位，同時也可在成員國之間兌換為可自由使用的外匯。根據《基金協定》和基金組織決議的規定，特別提款權目前可用於以下用途：

1. 參加國基於國際收支平衡或儲備地位的需要，可申請基金組織在特別提款權賬戶下安排向其他參加國兌換為可自由使用的外匯；基金組織在收到申請後，可協調指定某些參加國(國際收支情勢好、國際儲備地位強)為承兌特別提款權的對象，併在規定期限內與申請國兌匯；申請國的此種兌匯沒有比例限制，可將其持有的全部特別提款權兌為可自由使用的外匯。
2. 某一參加國也可通過與其他參加國達成協議的方式，以特別提款權兌換為等值的其他通貨(包括不可自由使用的外匯)，而不必徵得基金的批准，也不必遵循基金的相關規定與原則(包括有關兌匯“需要”的限制)；但此類交易以不違反《基金協定》第22條規定的原則為準(改變國際儲備結構)。
3. 參加國可以申請將其在特別提款權賬戶下持有的特別提款權轉入一般資源賬戶，以補足該參加國在一般資源賬戶下儲備部分不足其配額25%所形成的債務，或者用於償還其所欠基金的其他債務(如依《基金協定》第5條第6款所欠債務)；基金特別提款權部收到該申請國的申請後，實際上須將該特別提款權向其他參加國兌換為所需的通貨，並轉入該申請國的一般資源賬戶，故此過程中，基金須徵得相關兌匯國的同意。
4. 依基金組織目前的決議，特別提款權按照可調整的比例，集合表示著五種可自由使用貨幣的幣值(稱為“特別提款權籃”)，其幣值具有相對的穩定性，可以作為貨幣定值單位。
5. 根據《基金協定》第30條的規定，只要經IMF批准，特別提款權還可以用於基金成員國與非成員國之間的其他相關金融業務。從基金組織已有的決議和目前的實踐來看，特別提款權已在成員國和非成員國之間被用於遠期貿易付款、特定的貸款、國際金融結算、國際金融業務保證金、基金利息與紅利支付、贈款等等。

- 最後，特別提款權作為一種較為穩定的國際儲備資產，又是一種貨幣定值單位，IMF依《基金協定》的授權，可在任何時候改變特別提款權(SDR)的計價方法與原則。特別提款權在創立時曾與黃金直接掛鉤，《基金協定》第二次修訂後，曾與十六國貨幣掛鉤；根據1980年基金執行理事會通過的第6631號決議和第6708號決議，特別提款權自1986年1月1日起將以國際出口貿易和服務貿易額最高的五個IMF成員國的貨幣組成特別提款權貨幣籃，以後每五年調整一次，該五國貨幣被定為可自由使用的貨幣。按照1986年1月1日當時生效的特別提款權貨幣籃，特別提款權集合表示著美元、德國馬克、法国法郎、日元、英鎊五國貨幣的價值，即特別提款權籃。

目前，美元、欧元、人民币、日元、英鎊為特別提款權貨幣。其中，德國馬克和法国法郎隨著2002年歐盟發行欧元後，取代了原有的兩國貨幣。2016年10月1日起，人民币被納入特别提款权。

## 发行情况
2009年，作为向全球经济注入流动性的计划的一部分国际货币基金组织(IMF)股东国同意一次性创造大约2,500亿美元的SDR。但由于这部分SDR是按國際貨幣基金組織参与国对的贡献比例进行分配的，大部分SDR资产最后成了已開發國家的外汇储备。索罗斯曾在2009年联合国气候变化大会上建议将这部分SDR作为气候贷款贷给发展中国家。截至2015年9月，IMF创建并分配给成员国的SDR约合2,800亿美元，而同期全球储备货币资产约有11.3万亿美元。

## 主要分配情况
各主要国家分配情况（截至2021年3月）显示如下：
| IMF成员国    | 配额（百万SDRs） | 配额（所占百分比） |
| ------------ | ---------------- | ------------------ |
| 美国         | 82,994.2         | 17.44              |
| 日本         | 30,820.5         | 6.48               |
| 中国         | 30,482.9         | 6.41               |
| 德国         | 26,634.4         | 5.60               |
| 英国         | 20,155.1         | 4.24               |
| 法國         | 20,155.1         | 4.24               |
| 義大利       | 15,070.0         | 3.17               |
| 印度         | 13,114.4         | 2.76               |
| 俄羅斯       | 12,903.7         | 2.71               |
| 巴西         | 11,042.0         | 2.32               |
| 加拿大       | 11,023.9         | 2.32               |
| 沙烏地阿拉伯 | 9,992.6          | 2.10               |
| 西班牙       | 9,535.5          | 2.00               |
| 墨西哥       | 8,912.7          | 1.87               |
| 荷蘭         | 8,736.5          | 1.84               |
|              | 8,582.7          | 1.80               |
|              | 6,572.4          | 1.38               |
| 比利时       | 6,410.7          | 1.35               |
| 瑞士         | 5,771.1          | 1.21               |
| 委內瑞拉     | 3,722.7          | 0.78               |
| 其余168国    | 133175.2         | 27.98              |

## 價值
特别提款权是以“一籃子货币”定值。除非执行董事会另有决定，根据IMF于1980年12月17日的决定，自1986年1月1日起，特别提款权的组成和“加权”比例每五年调整一次。2016年-2022年间，一份特别提款权（1SDR）=0.58252美元+0.38671欧元+1.0174人民币+11.900日元+0.085946英镑（按照2018年汇率，总价值约1.4美元）。当有成员国使用其特别提款权时，该国可以将自身的特别提款权兑换成为这五种货币中的某一种。
2022年5月11日，國際貨幣基金組織执董会宣佈将人民币权重由10.92%上调至12.28%，将美元权重由41.73%上调至43.38%，同时将欧元、日元和英镑权重分别由30.93%、8.33%和8.09%下调至29.31%、7.59%和7.44%。
|           | 黄金（XAU）      | 黄金（XAU）      | 黄金（XAU）      | 黄金（XAU）      | 黄金（XAU）      | 黄金（XAU）      | 黄金（XAU）     | 黄金（XAU）     | 黄金（XAU）     | 黄金（XAU）    | 黄金（XAU）    | 黄金（XAU）    | 黄金（XAU）      | 黄金（XAU）      | 黄金（XAU）      | 黄金（XAU）      |
| --------- | ---------------- | ---------------- | ---------------- | ---------------- | ---------------- | ---------------- | --------------- | --------------- | --------------- | -------------- | -------------- | -------------- | ---------------- | ---------------- | ---------------- | ---------------- |
| 1969–1971 | 1/35 (100%)      | 1/35 (100%)      | 1/35 (100%)      | 1/35 (100%)      | 1/35 (100%)      | 1/35 (100%)      | 1/35 (100%)     | 1/35 (100%)     | 1/35 (100%)     | 1/35 (100%)    | 1/35 (100%)    | 1/35 (100%)    | 1/35 (100%)      | 1/35 (100%)      | 1/35 (100%)      | 1/35 (100%)      |
|           | 美元             |                  |                  |                  |                  |                  |                 |                 |                 |                |                |                |                  |                  |                  |                  |
| 1971–1974 | 1.0 (100%)       | 1.0 (100%)       | 1.0 (100%)       | 1.0 (100%)       | 1.0 (100%)       | 1.0 (100%)       | 1.0 (100%)      | 1.0 (100%)      | 1.0 (100%)      | 1.0 (100%)     | 1.0 (100%)     | 1.0 (100%)     | 1.0 (100%)       | 1.0 (100%)       | 1.0 (100%)       | 1.0 (100%)       |
|           | 美元             | 德國馬克         | 英鎊             | 法國法郎         | 意大利里拉       | 日元             | 加拿大元        | 荷兰盾          | 比利时法郎      | 沙特里亚尔     | 西班牙比塞塔   | 澳大利亚元     | 瑞典克朗         | 伊朗里亚尔       | 挪威克朗         | 奥地利先令       |
| 1974–1980 | 0.4 (32.6%)      | 0.32 (10.2%)     | 0.05 (9.7%)      | 0.42 (7.1%)      | 52.0 (6.6%)      | 21.0 (6.0%)      | 0.07 (5.9%)     | 0.14 (4.3%)     | 1.6 (3.5%)      | 0.13 (3.0%)    | 1.5 (2.1%)     | 0.017 (2.1%)   | 0.11 (2.1%)      | 1.7 (2.0%)       | 0.1 (1.5%)       | 0.28 (1.3%)      |
|           | 美元             | 美元             | 美元             | 德國馬克         | 德國馬克         | 德國馬克         | 法國法郎        | 法國法郎        | 法國法郎        | 日元           | 日元           | 日元           | 英鎊             | 英鎊             | 英鎊             | 英鎊             |
| 1981–1985 | 0.54（42%）      | 0.54（42%）      | 0.54（42%）      | 0.46（19%）      | 0.46（19%）      | 0.46（19%）      | 0.74（13%）     | 0.74（13%）     | 0.74（13%）     | 34.0（13%）    | 34.0（13%）    | 34.0（13%）    | 0.071（13%）     | 0.071（13%）     | 0.071（13%）     | 0.071（13%）     |
| 1986–1990 | 0.452（42%）     | 0.452（42%）     | 0.452（42%）     | 0.527（19%）     | 0.527（19%）     | 0.527（19%）     | 1.02（12%）     | 1.02（12%）     | 1.02（12%）     | 33.4（15%）    | 33.4（15%）    | 33.4（15%）    | 0.0893（12%）    | 0.0893（12%）    | 0.0893（12%）    | 0.0893（12%）    |
| 1991–1995 | 0.572（40%）     | 0.572（40%）     | 0.572（40%）     | 0.453（21%）     | 0.453（21%）     | 0.453（21%）     | 0.8（11%）      | 0.8（11%）      | 0.8（11%）      | 31.8（17%）    | 31.8（17%）    | 31.8（17%）    | 0.0812（11%）    | 0.0812（11%）    | 0.0812（11%）    | 0.0812（11%）    |
| 1996–1998 | 0.582 (39%）     | 0.582 (39%）     | 0.582 (39%）     | 0.446（21%）     | 0.446（21%）     | 0.446（21%）     | 0.813（11%）    | 0.813（11%）    | 0.813（11%）    | 27.2（18%）    | 27.2（18%）    | 27.2（18%）    | 0.105（11%）     | 0.105（11%）     | 0.105（11%）     | 0.105（11%）     |
|           | 美元             | 美元             | 美元             | 美元             | 歐元             | 歐元             | 歐元            | 歐元            | 日元            | 日元           | 日元           | 日元           | 英鎊             | 英鎊             | 英鎊             | 英鎊             |
| 1999–2000 | 0.582（39%）     | 0.582（39%）     | 0.582（39%）     | 0.582（39%）     | 0.3519（32%）    | 0.3519（32%）    | 0.3519（32%）   | 0.3519（32%）   | 27.2（18%）     | 27.2（18%）    | 27.2（18%）    | 27.2（18%）    | 0.105（11%）     | 0.105（11%）     | 0.105（11%）     | 0.105（11%）     |
| 2001–2005 | 0.577（45%）     | 0.577（45%）     | 0.577（45%）     | 0.577（45%）     | 0.426（31%）     | 0.426（31%）     | 0.426（31%）    | 0.426（31%）    | 21.0（14%）     | 21.0（14%）    | 21.0（14%）    | 21.0（14%）    | 0.0984（11%）    | 0.0984（11%）    | 0.0984（11%）    | 0.0984（11%）    |
| 2006–2010 | 0.632（44%）     | 0.632（44%）     | 0.632（44%）     | 0.632（44%）     | 0.41（34%）      | 0.41（34%）      | 0.41（34%）     | 0.41（34%）     | 18.4（11%）     | 18.4（11%）    | 18.4（11%）    | 18.4（11%）    | 0.0903（11%）    | 0.0903（11%）    | 0.0903（11%）    | 0.0903（11%）    |
| 2011–2015 | 0.66（41.9%）    | 0.66（41.9%）    | 0.66（41.9%）    | 0.66（41.9%）    | 0.423（37.4%）   | 0.423（37.4%）   | 0.423（37.4%）  | 0.423（37.4%）  | 12.1（9.4%）    | 12.1（9.4%）   | 12.1（9.4%）   | 12.1（9.4%）   | 0.111（11.3%）   | 0.111（11.3%）   | 0.111（11.3%）   | 0.111（11.3%）   |
|           | 美元             | 美元             | 美元             | 歐元             | 歐元             | 歐元             | 人民幣          | 人民幣          | 人民幣          | 日元           | 日元           | 日元           | 英鎊             | 英鎊             | 英鎊             | 英鎊             |
| 2016–2022 | 0.58252 (41.73%) | 0.58252 (41.73%) | 0.58252 (41.73%) | 0.38671 (30.93%) | 0.38671 (30.93%) | 0.38671 (30.93%) | 1.0174 (10.92%) | 1.0174 (10.92%) | 1.0174 (10.92%) | 11.900 (8.33%) | 11.900 (8.33%) | 11.900 (8.33%) | 0.085946 (8.09%) | 0.085946 (8.09%) | 0.085946 (8.09%) | 0.085946 (8.09%) |
| 2022–2027 | 0.57813 (43.38%) | 0.57813 (43.38%) | 0.57813 (43.38%) | 0.37379 (29.31%) | 0.37379 (29.31%) | 0.37379 (29.31%) | 1.0993 (12.28%) | 1.0993 (12.28%) | 1.0993 (12.28%) | 13.452 (7.59%) | 13.452 (7.59%) | 13.452 (7.59%) | 0.080870 (7.44%) | 0.080870 (7.44%) | 0.080870 (7.44%) | 0.080870 (7.44%) |

| 日期                       | 總額       |
| -------------------------- | ---------- |
| 1970–1972                  | XDR 93亿   |
| 1979–1981                  | XDR 121亿  |
| 2009年8月28日              | XDR 1612亿 |
| 2009年9月9日               | XDR 214亿  |
| 2011年3月3日之后的某个时间 | XDR 208亿  |
| 2021年8月23日              | XDR 4565亿 |

## 应用

### 产品与服务
一些跨国交易的产品与服务使用特别提取权计价，例如苏伊士运河的货轮通行费用以特别提取权作为计费单位。

### 国际金融机构
包括国际货币基金组织，联合国商品共同基金（Common Fund for Commodities），国际清算银行，国际农业发展基金会（International Fund for Agricultural Development）在内的多家国际金融机构使用特别提取权作为记账单位或者记账单位之一。

### 区域性金融机构
亚洲开发银行，东非发展银行（East African Development Bank），阿拉伯货币基金会（Arab Monetary Fund），非洲开发银行，伊斯蘭開發銀行等区域性金融机构使用特别提取权作为记账单位或者记账单位之一。

### 其他非政府组织
还有许多组织使用特别提款权而不是特定的某国货币来作为记账单位（或记账单位之一）。如：万国邮联， 日本贸易振兴机构（Japan External Trade Organization），西非国家经济共同体，国际投资争端解决中心等。

### 金融产品
一些金融产品亦实用特别提款权进行定价，如SDR计价债券等。

### 国际协定
一些国际协定和国家间税收协定使用特别提款权作为货币单位或货币单位之一，如海事赔偿责任限制公约（Convention on Limitation of Liability for Maritime Claims），蒙特利尔议定书等。

### 货币锚定
尽管国际货币基金组织不建议将特别提款权作为货币锚定的对象，在实践中，叙利亚等国将其货币与特别提款权挂钩。

### 引用
1. . 中华人民共和国国家质量监督检验检疫总局/中国国家标准化管理委员会. 2022.
2. ↑  . imf.org. International Monetary Fund. 2018-04-19  [2018-12-24]. （原始内容存档于2022-06-21）.
3. ↑  . IMF. November 30, 2015  [December 5, 2015]. （原始内容存档于2017-04-22）.
4. ↑  .   [2009-12-12]. （原始内容存档于2021-08-18）.
5. ↑  . www.imf.org.   [2021-03-09]. （原始内容存档于2017-06-08）.
6. ↑  . 中国新闻网. 2022年5月15日  [2022年5月15日]. （原始内容存档于2022年5月15日）.
7. ↑  Antweiler, Werner. . University of British Columbia.   [2008-04-29]. （原始内容存档于2016-04-14）.
8. ↑  .   [2015-11-30]. （原始内容存档于2015-12-08）.
9. ↑  . IMF. March 15, 2021  [2021-03-15]. （原始内容存档于2021-11-11）.
10. ↑  Williamson 2009，第2頁
11. 1 2 3 4 5 6 7 8 9  . IMF. November 30, 2015  [December 5, 2015]. （原始内容存档于2015-12-10）.
12. 1 2  . International Monetary Fund. March 3, 2011  [June 18, 2011]. （原始内容存档于2017-05-13）.
13. ↑  . Daily News Egypt.   [2021-07-21]. （原始内容存档于2016-10-04）.
14. ↑   (PDF).   [2018-05-15]. （原始内容 (PDF)存档于2018-05-16）.
15. ↑  .   [2018-05-15]. （原始内容存档于2021-04-06）.

## 外部連結
- Today's US dollar value of the XDR from the IMF （页面存档备份，存于）
- XDR Interest Rate, Rate of Remuneration, Rate of Charge and Burden Sharing Adjustments 2009 （页面存档备份，存于）
- XDR Interest Rate Calculation （页面存档备份，存于）
- Can IMF Currency Replace the Dollar? （页面存档备份，存于）